# Graczykowie
Graczykowie – polski komediowy serial telewizyjny w reżyserii Krzysztofa Jaroszyńskiego i Ryszarda Zatorskiego o perypetiach rodziny Graczyków i ich sąsiada, Romana "Buły" Bułkowskiego; pierwotnie emitowany przez Polsat od 2 lutego 1999 do 15 września 2001 roku.
Serial liczy 57 odcinków. Odcinek 44 pt. „Wielka wygrana” emitowany był jako odrębny film. Reportaż „Graczykowie od kuchni” emitowany był jako relacja z planu serialu. Kontynuacją jest serial Graczykowie, czyli Buła i spóła.
Serial był dwukrotnie nominowany do Telekamer w kategoriach Serial i Telekomedie (w latach 2000-2001). Co prawda, serial nie zdobył Telekamer ani razu, ale najwyższe zajęte miejsce to trzecie (w styczniu 2000).

## Informacje realizacyjne
Czołówka serialu zmieniała się 4 razy – w odcinkach 4, 14, 33 oraz jednorazowo w 44. Na samym końcu serialu pojawiają się sceny niewykorzystane w filmie, wyjątkami są odcinki: 2, 7 i 44.

## Fabuła
Wiesław Graczyk, głowa rodziny jest kuszetkowym w PKP. Jego żona Jadwiga zajmuje się domem. Mają trójkę dzieci: Malinę, Rafała i najmłodszego – Lucusia. Graczyków często odwiedzają Roman Bułkowski, ich sąsiad oraz Aniela, matka Jadzi. Wiesiek to pantoflarz i safanduła, co nie przeszkadza Jadzi bezustannie podejrzewać go o rozliczne romanse i grozić mu rozwodem.

## Odcinki
1. Jestem twoim wężem (02.02.1999)
2. Nigdy nie wraca wcześniej (09.02.1999)
3. Dobra rodzinne (16.02.1999)
4. Przeprowadzka (24.09.1999)
5. Portret (01.10.1999)
6. Narzeczona z Bydgoszczy (08.10.1999)
7. Henrietta (15.10.1999)
8. W szponach nałogu (22.10.1999)
9. Zdradzone serce (29.10.1999)
10. Pierścionek (05.11.1999)
11. Lucuś (12.11.1999)
12. Kuzyn Kitaszeski (19.11.1999)
13. Murarze (26.11.1999)
14. Zdrowa dieta (07.03.2000)
15. Ciepłe kluchy (14.03.2000)
16. Klub sobowtórów (21.03.2000)
17. Rudy zboczeniec (28.03.2000)
18. Owat (04.04.2000)
19. Krystynka (11.04.2000)
20. Ślub (18.04.2000)
21. Wielka pula (25.04.2000)
22. Szczęśliwe numerki (02.05.2000)
23. Wojsko (09.05.2000)
24. Mecz (16.05.2000)
25. Dobra dziewczynka (23.05.2000)
26. Oferta matrymonialna (30.05.2000)
27. Mocne uderzenie (06.06.2000)
28. Deszczowa dziewczynka (08.09.2000)
29. Imieniny (15.09.2000)
30. Samochód (22.09.2000)
31. Pikunio (29.09.2000)
32. Pierwszy kontakt (06.10.2000)
33. List (13.10.2000)
34. Wątroba (20.10.2000)
35. Sympatia (27.10.2000)
36. Reklama (03.11.2000)
37. Karnawał zwierząt (10.11.2000)
38. Kółeczko (17.11.2000)
39. Szachy (24.11.2000)
40. Pajęczynka (01.12.2000)
41. Bruneta (08.12.2000)
42. Pożyczka (15.12.2000)
43. Karp (22.12.2000)
44. Wielka wygrana (26.12.2000)
45. Bal (13.01.2001)
46. Rocznica (20.01.2001)
47. Film (27.01.2001)
48. Luiza (03.02.2001)
49. Remont (10.02.2001)
50. Walentynki (17.02.2001)
51. Leon (24.02.2001)
52. Rozróba (03.03.2001)
53. Łańcuszek (10.03.2001)
54. Rekord (17.03.2001)
55. Mamusia (01.09.2001)
56. Czwóreczka (08.09.2001)
57. Bajka (15.09.2001)

## Aktorzy, role główne i charakterystyki

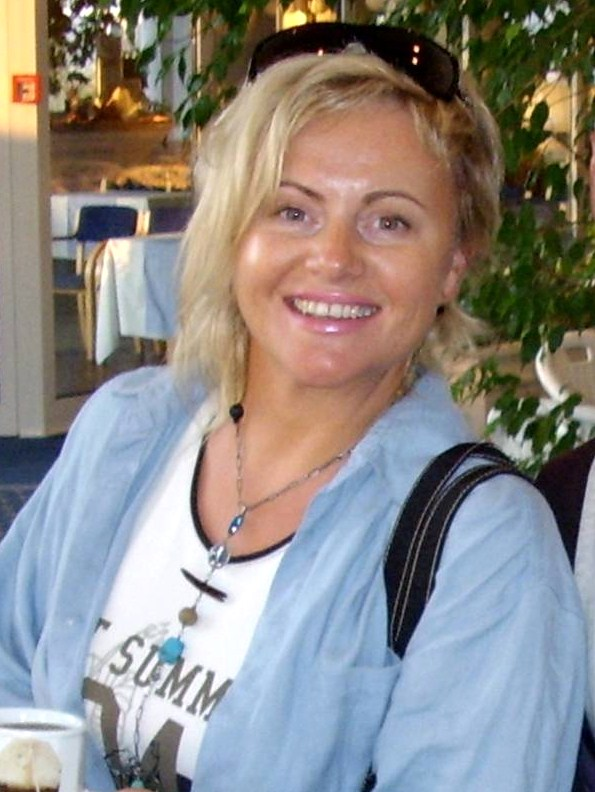
Joanna Kurowska – Jadwiga Graczyk
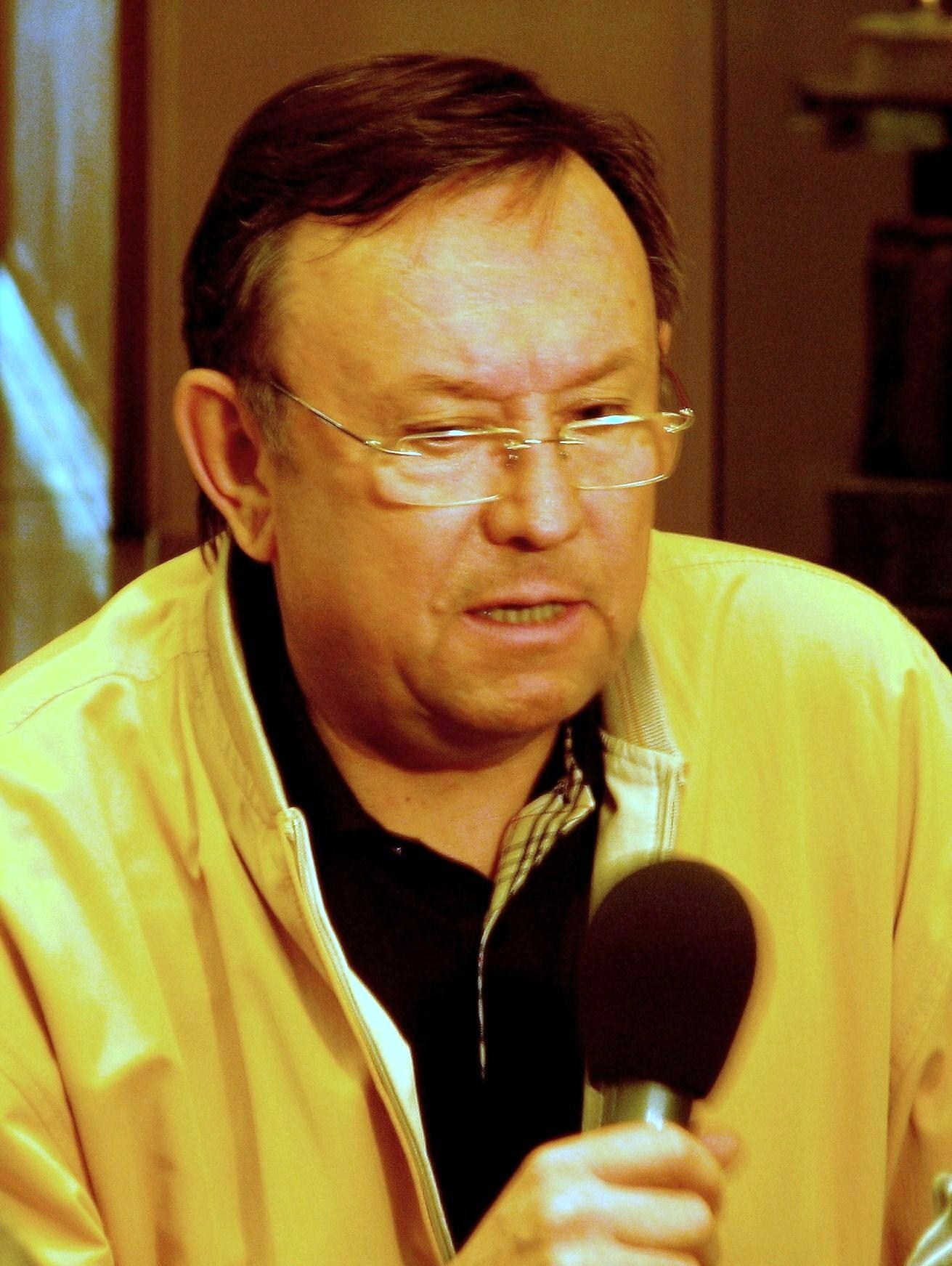
Zbigniew Buczkowski – Wiesław Graczyk
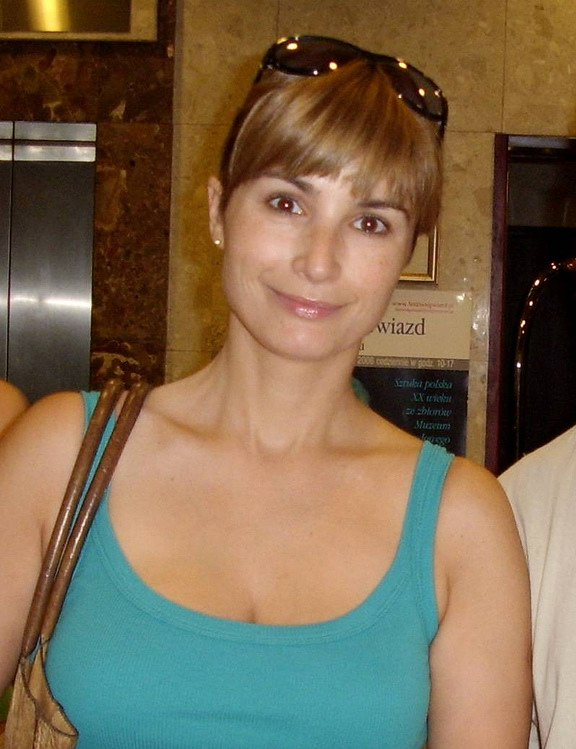
Joanna Brodzik – Malina Graczyk
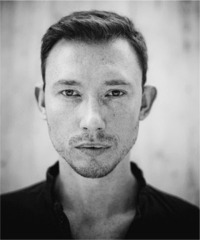
Rafał Mohr – Rafał Graczyk
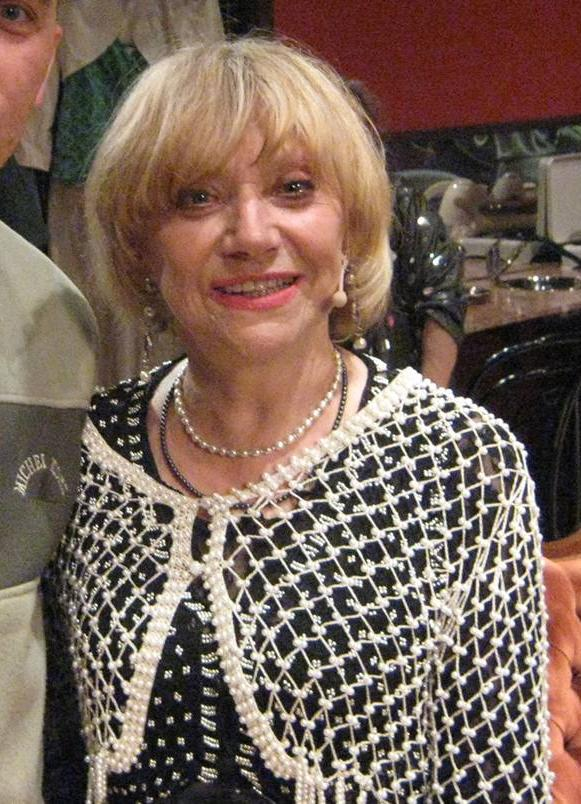
Krystyna Sienkiewicz – Aniela Kaczorowska
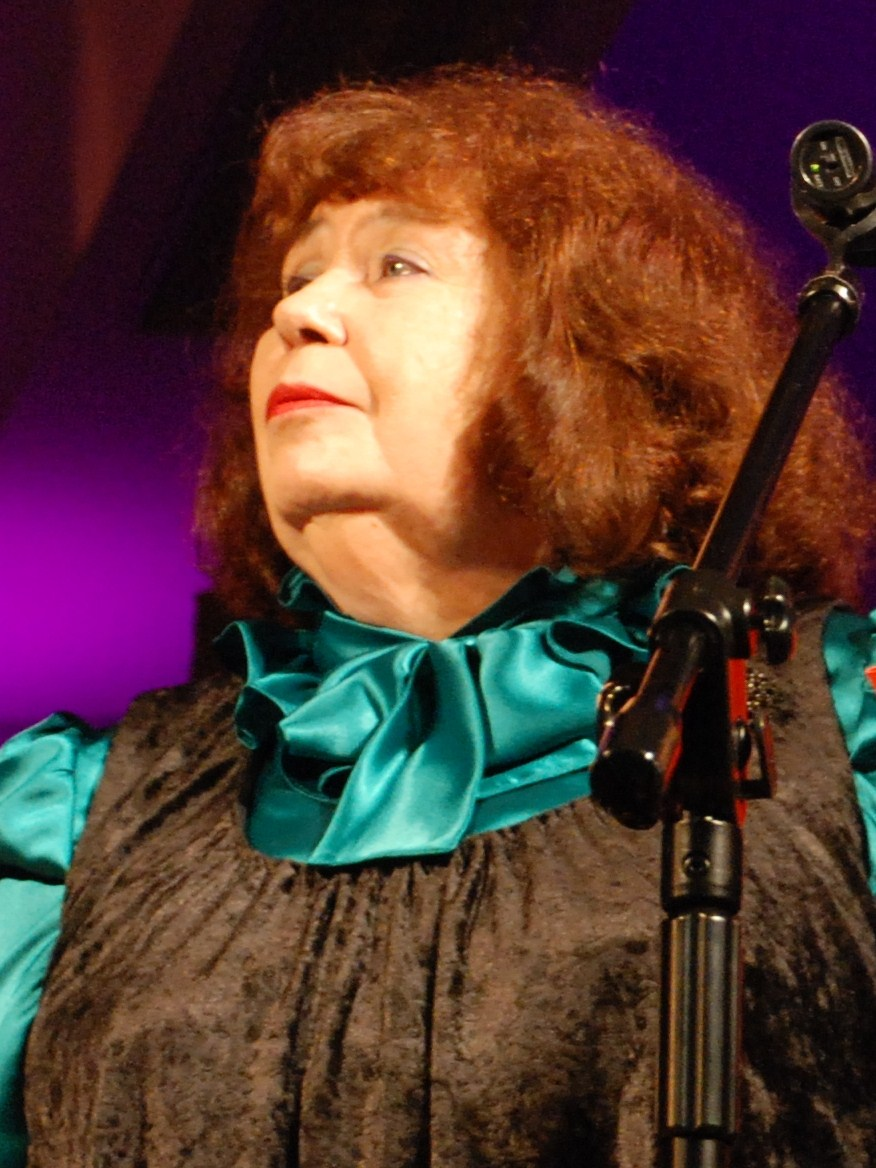
Zofia Merle – Waleria Graczyk
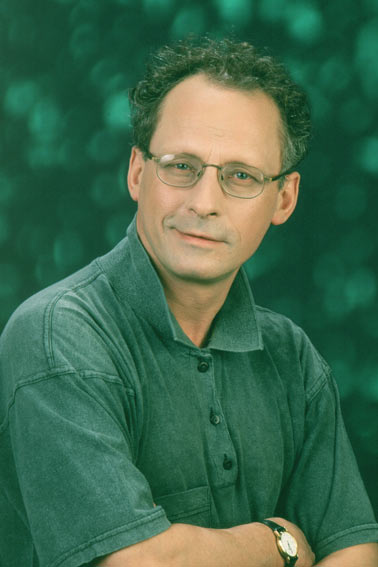
Paweł Wawrzecki – Roman Buła Bułkowski
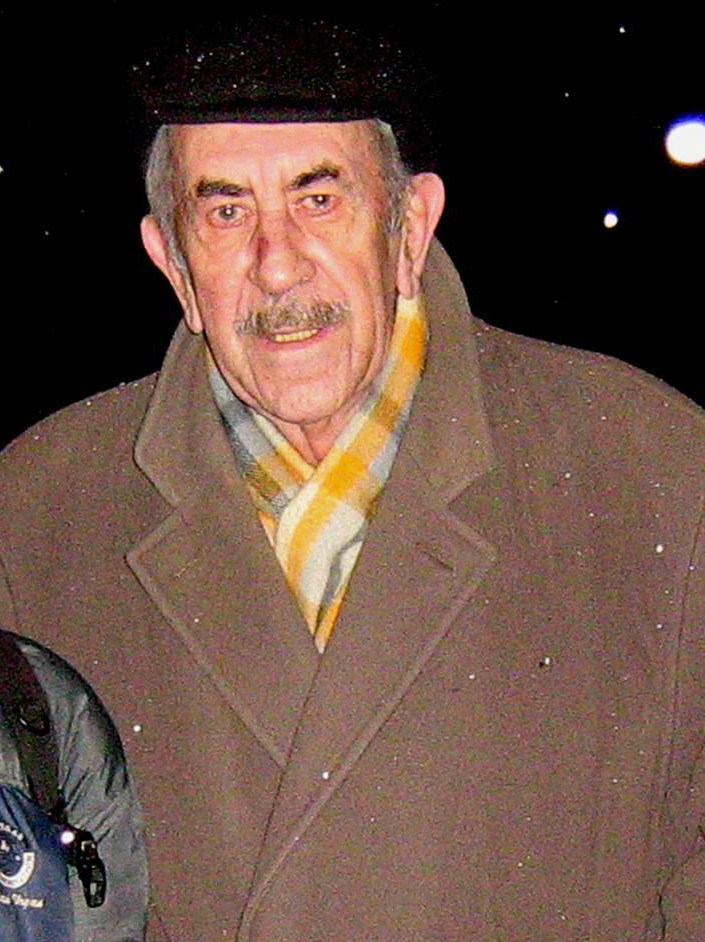
Jan Kobuszewski – Stefan Półpielec
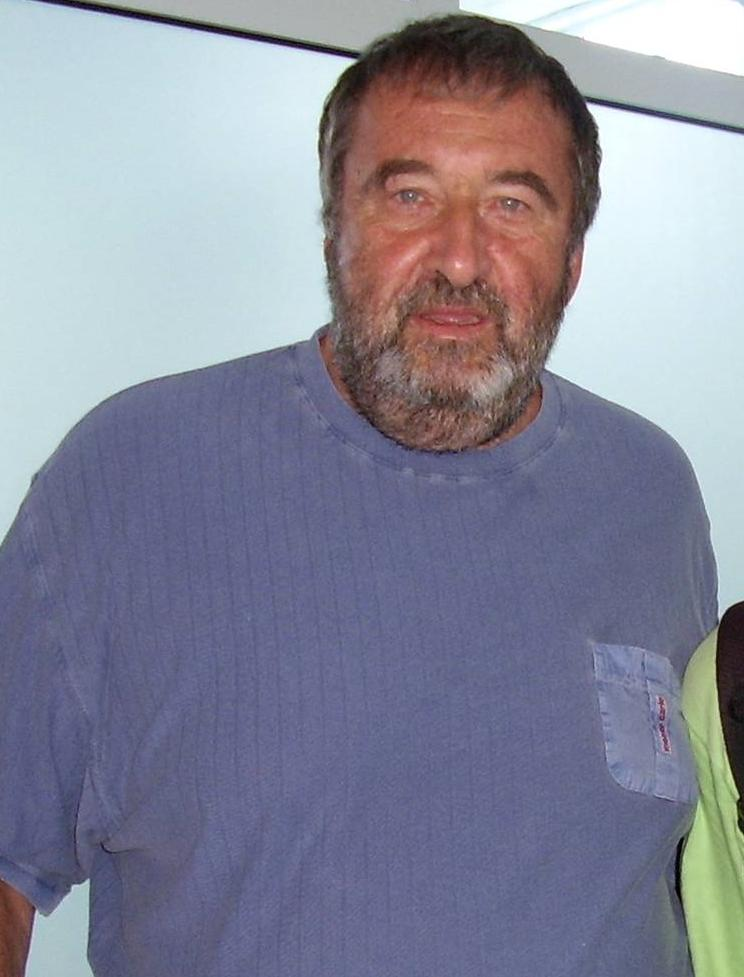
Krzysztof Kowalewski – Zenon Rumian
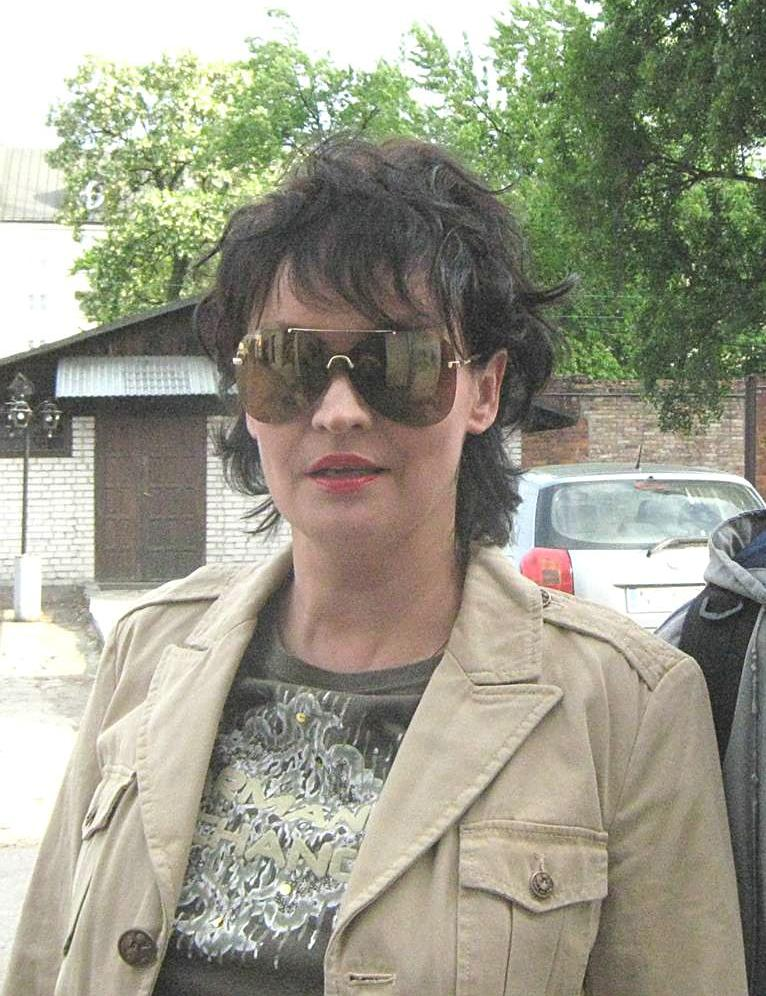
Adrianna Biedrzyńska – Barbara Grudziądz
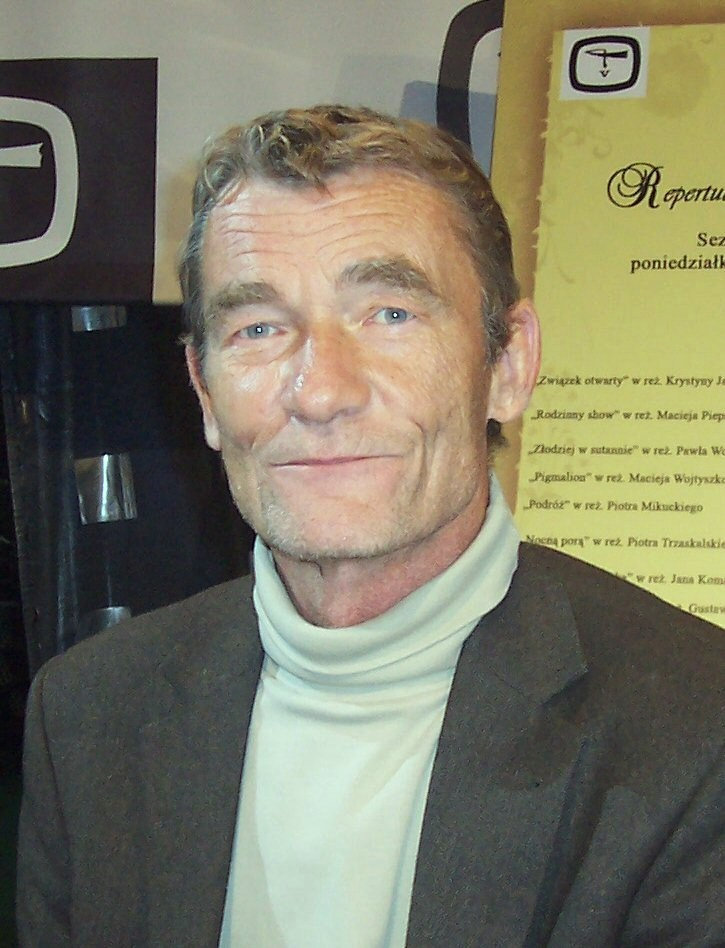
Krzysztof Kiersznowski – Zygmunt Kitaszeski
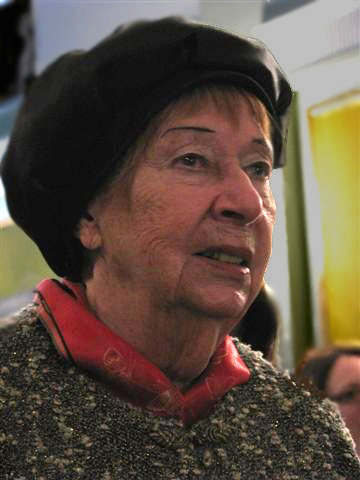
Irena Kwiatkowska – Wróżka

- Joanna Kurowska – Jadwiga Graczyk, żona Wiesława, podobnie jak on gra w Lotto i marzy o wielkiej fortunie. Nie pracuje zawodowo.
- Zbigniew Buczkowski – Wiesław Graczyk, mąż Jadwigi, ojciec trójki dzieci, sleepingowy, nałogowo gra w Lotto i zdrapki, a jego najlepszym kolegą jest sąsiad, Roman Buła Bułkowski.
- Joanna Brodzik – Malina Graczyk, córka Wiesława i Jadwigi, nieustannie szuka narzeczonego. Ma duże powodzenie u mężczyzn, przez co zaniedbuje naukę.
- Rafał Mohr – Rafał Graczyk, starszy syn Wiesława i Jadwigi, studiuje fizykę i filozofię.
- Wojciech Kalbarczyk – Lucjan Graczyk, młodszy syn Wiesława i Jadwigi, jako jedyne dziecko podziela zamiłowanie rodziców do gier losowych. Po przeprowadzce rodziny zamieszkał u babci.
- Krystyna Sienkiewicz – Aniela Kaczorowska, matka Jadwigi, zakochana w panu Stefanie Półpielcu
- Zofia Merle – Waleria Graczyk, matka Wiesława.
- Paweł Wawrzecki – Roman Tymon Bułkowski Buła, lubi towarzystwo kobiet, żartobliwie określa swoje kochanki jako kuzynki, uwielbia piwo.
- Jerzy Turowicz – Zygmunt Tępień, dozorca domu przy ul. Bohaterów 15, nosi wąsy, jest analfabetą, za niewielkie przysługi pobiera pokaźne opłaty.
- Jan Kobuszewski – Stefan Półpielec, miłość Anieli, radiesteta, a wcześniej policjant.
- Krzysztof Kowalewski – inż. Zenon Rumian, szef Wiesława
- Adrianna Biedrzyńska – Barbara Grudziądz, szkolna koleżanka Jadzi.
- Krzysztof Kiersznowski – Zygmunt Kitaszeski, kuzyn Wieśka, w domu i w życiu Graczyków pojawia się tuż po wyjściu z więzienia, w którym siedział za handel "płytami wideo".
- Irena Kwiatkowska – wróżka.

## Spis serii
| Seria | Okres emisji | Odcinki    | Premiera serii   | Finał serii       | Pora emisji  |
| ----- | ------------ | ---------- | ---------------- | ----------------- | ------------ |
| Pilot | zima 1999    | 1–3 (3)    | 2 lutego 1999    | 16 lutego 1999    | wtorek 20:00 |
| 1.    | jesień 1999  | 4–13 (10)  | 24 września 1999 | 26 listopada 1999 | piątek 20:30 |
| 2.    | wiosna 2000  | 14–27 (14) | 7 marca 2000     | 6 czerwca 2000    | wtorek 20:00 |
| 3.    | 2000/2001    | 28–54 (27) | 8 września 2000  | 22 września 2000  | piątek 20:00 |
| 3.    | 2000/2001    | 28–54 (27) | 29 września 2000 | 1 grudnia 2000    | piątek 20:55 |
| 3.    | 2000/2001    | 28–54 (27) | 8 grudnia 2000   | 22 grudnia 2000   | piątek 20:35 |
| 3.    | 2000/2001    | 28–54 (27) | 26 grudnia 2000  | 26 grudnia 2000   | wtorek 18:45 |
| 3.    | 2000/2001    | 28–54 (27) | 13 stycznia 2001 | 24 lutego 2001    | sobota 20:50 |
| 3.    | 2000/2001    | 28–54 (27) | 3 marca 2001     | 17 marca 2001     | sobota 21:35 |
| 4.    | jesień 2001  | 55–57 (3)  | 1 września 2001  | 15 września 2001  | sobota 20:50 |

## Nagrody
| Rok  | Ceremonia       | Nagroda | Kategoria   | Wynik       |
| ---- | --------------- | ------- | ----------- | ----------- |
| 2000 | Telekamery 2000 | –       | Serial      | III miejsce |
| 2001 | Telekamery 2001 | –       | Telekomedie | Wyróżnienie |